# Adon
Adon ist eine französische Gemeinde mit 192 Einwohnern (Stand: 1. Januar 2022) im Département Loiret in der Region Centre-Val de Loire. Sie gehört zum Kanton Gien im Arrondissement Montargis. Die Einwohner werden Adonnais genannt.

## Geographie
Adon liegt etwa 70 Kilometer ostsüdöstlich von Orléans im Weinbaugebiet des Coteaux du Giennois. Umgeben wird Adon von den Nachbargemeinden Sainte-Geneviève-des-Bois im Norden, Dammarie-sur-Loing im Osten und Nordosten, Feins-en-Gâtinais im Osten, Escrignelles im Süden und Südosten, La Bussière im Süden und Südwesten sowie Boismorand im Westen.

## Bevölkerungsentwicklung
| Jahr                       | 1962 | 1968 | 1975 | 1982 | 1990 | 1999 | 2006 | 2017 |
| Einwohner                  | 286  | 285  | 247  | 211  | 189  | 198  | 167  | 220  |
| Quellen: Cassini und INSEE |      |      |      |      |      |      |      |      |

## Sehenswürdigkeiten

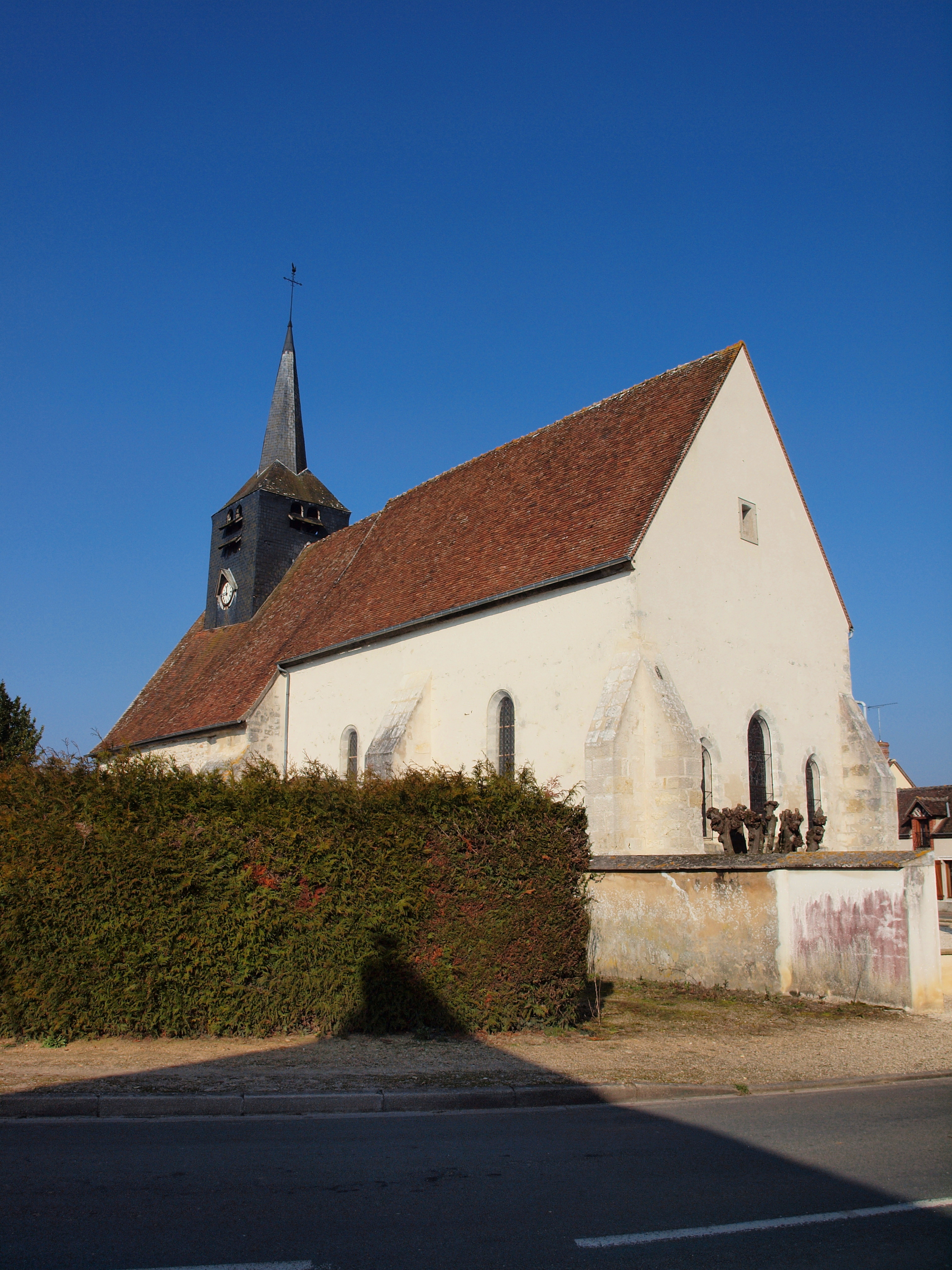
Kirche Saint-Pierre

- Kirche Saint-Pierre aus dem 14. Jahrhundert
- alte Kapelle Sainte-Berthe
- Schloss Mussy